# Milton, Georgia
Milton är en stad (city) i Fulton County, i delstaten Georgia, USA. Enligt United States Census Bureau har staden en folkmängd på 33 711 invånare (2011) och en landarea på 99,8 km².